# Stylidiaceae
Stylidiaceae nom. cons., biljna porodica u redu zvjezdanolike. Sastoji se od oko 300 priznatih vrsta unutar 6 rodova. Najvažniji rod stilidijum (Stylidium) dao je i porodici ime, a pripada mu 280 vrsta s Indijskog potkontinenta, jugoistočne Azije i Australazije.

## Opis
Stylidiaceae, porodica biljaka porijeklom iz jugoistočne Azije, Malezije, Australije i južne Južne Amerike. Obično su to biljke u obliku rozete s karakterističnim cvjetovima koji imaju samo jednu ravninu simetrije. Njihovi cvjetovi imaju dva prašnika koji su pričvršćeni za vrh, s prašnicima u blizini stigme, a cijeli sklop pokreće eksplozivno oslobađanje peludi na insekte koji dolaze. Najveći rod, stilidijum (Stylidium), ima 220 vrsta, od kojih su mnoge mesožderke.

## Rodovi
1. Familia Stylidiaceae R. Br. (307 spp.)
  1. Subfamilia Donatioideae Mildbr.
    1. Donatia J. R. Forst. & G. Forst. (2 spp.)

  2. Subfamilia Stylidioideae Kitt.
    1. Tribus Phyllachneae Baill.
      1. Phyllachne J. R. Forst. & G. Forst. (4 spp.)
      2. Forstera L. fil. (6 spp.)

    2. Tribus Stylidieae Rchb.
      1. Levenhookia R. Br. (12 spp.)
      2. Oreostylidium Berggr. (1 sp.)
      3. Stylidium Sw. (288 spp.)